# Université du Littoral (Slovénie)
Cet article concerne une université slovène. Pour l'université française, voir Université du Littoral.
L'université du Littoral (slovène : Univerza na  Primorskem, italien : Università del Litorale) est la troisième plus importante université de Slovénie. Elle est située dans les localités côtières de Koper, d'Izola et de Portorož. Elle tire l'origine de son nom dans la région slovène du Littoral (slovène : Primorska).

## Historique
C'est en 1992, après l'indépendance de la Slovénie, qu'un collège d'experts fut créé en vue de fonder une université dans la région du Littoral slovène. Un accord de principe fut signé en 1993 pour la construction d'un centre d'études. En 1995, le centre de recherches scientifiques de Koper fut finalisé et les premiers cours se donnèrent en 1996 sans toutefois disposer du statut légal d'université. Cette région maritime et proche de l'Italie reconnaît aussi bien la langue slovène que la langue italienne.
Ce n'est que le 29 janvier 2003 que le parlement slovène vota la loi portant sur la création de l'université du Littoral. Deux mois plus tard, l'université était ajoutée au registre de la cour de Koper. La nouvelle université comprenait trois facultés, deux collèges et deux instituts de recherches.

## Description
L'université est composée à Koper des facultés d'éducation, de management et des lettres mais aussi d'un collège du tourisme à Portorož et d'un collège en soins de santé à Izola. Elle intègre également le centre de recherches scientifiques de Koper et l'institut des Sciences et des technologies du Littoral.
Fin 2004, le nombre d'étudiants s'élevait à 5 338 pour un total de 349 employés.

## Personnalités liées à l'université
- Boris Cavazza
- Andrej Blatnik
- Lucija Čok
- Taja Kramberger
- Tonči Kuzmanić
- Igor Lukšić
- Egon Pelikan
- Jože Pirjevec
- Dimitrij Rupel
- Jože Stabej
- Andrina Tonkli Komel
- Marta Verginella
- Mimi Urbanc, géographe slovène spécialiste du paysage et de la toponymie slovène.
- Klavdija Kutnar